# Jacob David Henriques de la Fuente
Jacob David Henriques de la Fuente, ook wel J.D.H. de la Fuente, (Den Haag, 12 februari 1836 – aldaar, 22 februari 1910) was een Nederlands fagottist, speelde tevens cello en was muziekpedagoog en componist.
Hij was zoon van onderwijzer David Moses Henriques de la Fuente en naaister Berenice Frank, die pas na zijn geboorte trouwden. Hijzelf was getrouwd met Roosje Simon Coini. Hun zoon Simon Jacob Henriques de la Fuente, werd musicus, huwde zangeres Frederika Streletski, dochter van orkestleider Joseph Streletski.
Hij kreeg zijn muziekopleiding aan de verre voorloper van het Haags Conservatorium alwaar hij in 1856 afstudeerde. Al tijdens zijn opleiding verzorgde hij optredens. In 1859 trad hij toe tot het Stedelijk Orkest van Delft van J.C. Boers. In 1860 vertrok hij met gezin en al naar Amsterdam om er te gaan spelen in het Parkorkest van Willem Stumpff, maar keerde naar Den Haag terug om er fagottist te worden bij de Fransche Opera aldaar van Joseph Streletski.
Vanaf zijn tijd bij het Parkorkest volgden arrangementen eigen composities, zo schreef hij een Serenade voor vier hoorns. In aanvulling op al die activiteiten was hij ook nog dirigent van de liedertafel Kunst en Vriendschap en organiseerde hij volksconcerten in Felix Meritis. In 1871 werd hij benoemd tot fagotleraar aan de Haagse Muziekschool en werd tweede fagottist bij het orkest van theater Diligentia. Zijn hele leven kwam in dienst te staan van de muziek met bijbaantjes als directeur van een zelf opgericht mannenkoor, zanger in het koor van de Portugees Israëlische gemeente, musicus in het Haags Orkest van Diligentia en bij de Fransche Opera. Vanaf 1901 werd hij geplaagd door hardhorendheid en moest hij zijn taken als opleider opgeven. Hij stond samen met Johannes Meinardus Coenen bekend als de beste fagottisten van het land. Van zijn hand verscheen dan ook een Handleiding voor eerstbeginnenden in het fagotspel.
Enkele composities:
- Nocturne voor vier celli
- Serenade voor vier hoorns
- Six grandes etudes (voor een fagot en twee fagotten) (werden binnen geheel Europa gebruikt)
- Fantasie (meerdere werken voor symfonie- en blaasorkest)
- Composities voor mannenkoor zoals Ons Vaderland en Nieuw Volkslied

- Gemeinsame Normdatei: 135224446
- International Standard Name Identifier: 0000 0000 5550 9120
- Library of Congress Control Number: n2001069362
- Virtual International Authority File: 23947028
- WorldCat: E39PBJfMhKpd9Wy9FHCCRgMQMP